# Милівська сільська рада
Ми́лівська сільська́ ра́да — адміністративно-територіальна одиниця та орган місцевого самоврядування в Бериславському районі Херсонської області. Адміністративний центр — село Милове.

## Загальні відомості
Милівська сільська рада утворена в 1921 році.
- Територія ради: 119,11 км²
- Населення ради: 1 669 осіб (станом на 2001 рік)
- Водоймища на території, підпорядкованій даній раді: Каховське водосховище.

## Населені пункти
Сільській раді підпорядковані населені пункти:
- с. Милове
- с. Суханове
- с. Червоний Яр

## Склад ради
Рада складалася з 16 депутатів та голови.
- Голова ради: Яхнієнко Олег Володимировч
- Секретар ради: Попова Тетяна Василівна

### Керівний склад попередніх скликань
| Прізвище, ім'я, по батькові     | Основні відомості                                                         | Дата обрання | Дата звільнення |
| ------------------------------- | ------------------------------------------------------------------------- | ------------ | --------------- |
| Кологуша Анатолій Володимирович | Сільський голова, 1968 року народження, член Народної партії              | 26.03.2006   | 31.10.2010      |
| Колотуша Анатолій Володимирович | Сільський голова, 1969 року народження, освіта вища, член Народної партії | 31.10.2010   | 11.12.2011      |
| Яхнієнко Олег Володимировч      | Сільський голова, 1967 року народження, член Партії регіонів              | 11.12.2011   |                 |

Примітка: таблиця складена за даними сайту Верховної Ради України

### Депутати
За результатами місцевих виборів 2010 року депутатами ради стали:

#### За суб'єктами висування
| Суб'єкт висування                 | Кількість обраних депутатів | %    |
| --------------------------------- | --------------------------- | ---- |
| Партія регіонів                   | 10                          | 62,5 |
| Самовисування                     | 4                           | 25   |
| Народна партія                    | 1                           | 6,3  |
| Політична партія «Сильна Україна» | 1                           | 6,3  |

#### За округами
| № округу                          | Прізвище, ім'я, по батькові        | Дата визнання обраним | Освіта  | Партійна приналежність                  | Відомості про обраного депутата                                                        |
| --------------------------------- | ---------------------------------- | --------------------- | ------- | --------------------------------------- | -------------------------------------------------------------------------------------- |
| Народна Партія                    |                                    |                       |         |                                         |                                                                                        |
| 14                                | Попова Тетяна Василівна            | 03.11.2010            | вища    | член Народної партії                    | Милівська сільська рада, секретар                                                      |
| Партія регіонів                   |                                    |                       |         |                                         |                                                                                        |
| 1                                 | Юров Валерій Володимирович         | 03.11.2010            | вища    | член Партії регіонів                    | Милівська загальноосвітня школа, електрик                                              |
| 2                                 | Іоніцова Ірина Георгіївна          | 03.11.2010            | вища    | член Партії регіонів                    | Суханівська загальноосвітня школа, вчитель                                             |
| 3                                 | Васькевич Олександр Миколайович    | 03.11.2010            | середня | член Партії регіонів                    | приватний підприємець                                                                  |
| 4                                 | Литовченко Олександр Петрович      | 03.11.2010            | середня | член Партії регіонів                    | Бериславське міжрегіональне управління водного господарства, начальник                 |
| 5                                 | Доля Валентина Василівна           | 03.11.2010            | вища    | член Партії регіонів                    | Милівська загальноосвітня школа, вчитель                                               |
| 6                                 | Дмиш Людмила Миколаївна            | 03.11.2010            | вища    | позапартійна                            | Милівська загальноосвітня школа, вчитель                                               |
| 7                                 | Бойко Микола Євгенович             | 03.11.2010            | середня | член Партії регіонів                    | Бериславське міжрегіональне управління водного господарства, оператор насосної станції |
| 8                                 | Литвиненко Володимир Георгійович   | 03.11.2010            | вища    | позапартійний                           | Фермерське господарство «Магнум», голова                                               |
| 9                                 | Андрущенко Василь Володимирович    | 03.11.2010            | вища    | позапартійний                           | Милівська загальноосвітня школа, вчитель                                               |
| 10                                | Житкова Любов Петрівна             | 03.11.2010            | вища    | член Партії регіонів                    | Милівський фельдшерсько-акушерський пункт, молодша медсестра                           |
| Політична партія «Сильна Україна» |                                    |                       |         |                                         |                                                                                        |
| 15                                | Дорошенко Світлана Георгіївна      | 03.11.2010            | вища    | член Політичної партії «Сильна Україна» | тимчасово не працює                                                                    |
| Самовисування                     |                                    |                       |         |                                         |                                                                                        |
| 11                                | Коваль Олександр Васильович        | 03.11.2010            | вища    | позапартійний                           | тимчасово не працює                                                                    |
| 12                                | Трапєзнікова Наталія Олександрівна | 03.11.2010            | вища    | позапартійна                            | тимчасово не працює                                                                    |
| 13                                | Трапєзніков Михайло Миколайович    | 03.11.2010            | вища    | позапартійний                           | Фермерське господарство «Світоч», керуючий                                             |
| 16                                | Ушкало Іван Іванович               | 03.11.2010            | середня | позапартійний                           | тимчасово не працює                                                                    |